# Бриджер, Джим
Джеймс (Джим) Бриджер (англ. James «Jim» Bridger; 17 марта 1804 — 17 июля 1881) — американский первопроходец, маунтинмен, торговец и горный проводник.

## Биография

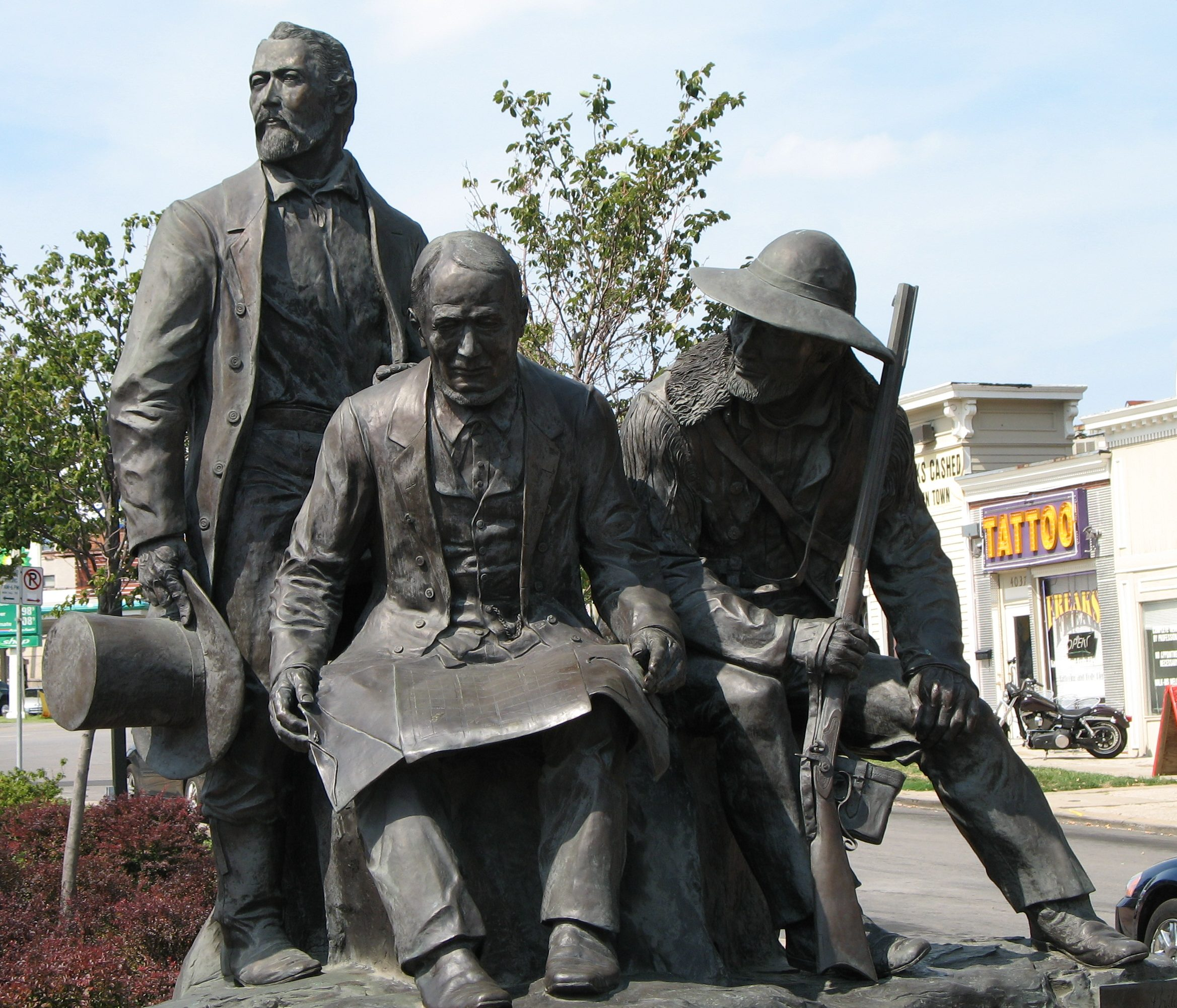
Памятник «Пионеры» в Канзас-Сити. Александр Мейджорс (слева), Джон Кэлвин Маккой (в центре) и Джим Бриджер (справа)

Джим Бриджер родился в городе Ричмонд, штат Виргиния, в семье потомка колонистов английского происхождения, переселившихся в Северную Америку в самом начале колониального периода. В 1812 году его семья переехала на Запад, в Миссури. Когда Джиму исполнилось 12 лет, умерла его мать, а через год скончался отец Бриджера. Чтобы прокормить себя и сестру, он брался за любую работу.
В возрасте 18 лет Бриджер присоединился к экспедиции генерала Уильяма Эшли и Эндрю Генри, исследовавших территории в верховьях реки Миссури. Во время продвижения вверх по реке группа генерала Эшли вступила в вооружённый конфликт с индейцами арикара, тем самым приняв участие в известной Войне арикара.
Бриджер был одним из первых людей европейского происхождения, кто посетил район Йеллоустона. Также он получил известность как первый белый человек, увидевший Большое Солёное озеро.
На рандеву в 1830 году Бриджер, вместе с Томасом Фицпатриком, Генри Фраебом, Милтоном Саблеттом и другими маунтинменами выкупил у Эшли Меховую компанию Скалистых гор, конкурируя впоследствии с Американской меховой компанией и Компанией Гудзонова залива. В 1835 году Бриджер женится на индианке из племени флатхедов, которая позже родила ему троих детей. После её смерти он женится на шошонке, но она умирает во время родов. Позднее Бриджер берёт себе в жёны дочь вождя восточных шошонов Вашаки, на которой он позже женится по традициям белого человека и даёт ей имя Мэри Вашаки. Некоторых своих детей Бриджер отправил на восток, чтобы они смогли получить образование.
В 1843 году он вместе с Луисом Васкесом построил торговый пост на западном берегу Блэк-Форк, притоке Грин-Ривер. Пост получил известность как форт Бриджер. В форте останавливались многие переселенцы, следовавшие по Орегонскому пути на запад. После основания торгового поста Бриджер продолжал исследовать новые земли и вести прежнюю жизнь.
В 1846 году стал одним из первых европейцев, увидевших самый высокий водопад Скалистых гор — ныне носящий название Нижний Йеллоустонский.
В 1850 году он открывает новый горный проход, альтернативный Саут-Пассу, который сокращает Орегонский путь на 61 милю и становится известным как Бриджер-Пасс.
Во время войны Красного Облака он служил разведчиком в армии США, по окончании которой был уволен. Бриджер мог изъясняться на нескольких индейских языках, владел также испанским, французским и языком жестов, был знаком со многими известными деятелями Дикого Запада, среди которых были Бригам Янг, Джордж Кастер, Джон Фримонт, Джозеф Мик и Джон Саттер. Страдая от многих заболеваний, он в 1868 году возвращается в Миссури, в город Уэстпорт.
Джим Бриджер скончался 17 июля 1881 года на своей ферме, недалеко от Канзас-Сити, штат Миссури. Его останки в 1904 году были перезахоронены в Индепенденсе, Миссури, на кладбище Маунт-Уошингтон.